# Pterolophia multimaculata
Pterolophia multimaculata är en skalbaggsart som beskrevs av Maurice Pic 1934. Pterolophia multimaculata ingår i släktet Pterolophia och familjen långhorningar. Inga underarter finns listade i Catalogue of Life.